# Mesnil-Verclives

Mesnil-Verclives este o comună în departamentul Eure, Franța. În 1 ianuarie 2022 avea o populație de 304 de locuitori.